# پمبرولیزومب
پمبرولیزومب (انگلیسی: Pembrolizumab) با نام تجاری کیترودا، دارویی است که در ایمنی‌درمانی بعضی سرطان‌ها به‌کار می‌رود. برخی از این سرطان‌ها عبارتند از: ملانوما، سرطان ریه، سرطان‌های سر و گردن، لنفوم هاجکین و سرطان معده. این دارو از طریق تزریق وریدی تجویز می‌شود.
عوارض جانبی شایع آن شامل خارش، راش پوستی، سرفه، تب، تهوع و یبوست است. پمبرولیزومب یک پادتن مونوکلونال IgG4 است که یکی از راه‌های محافظتی سلول‌های سرطان را مسدود می‌کند و بدین ترتیب، دستگاه ایمنی بدن این فرصت را می‌یابد تا آنها را از بین ببرد. پمبرولیزومب گیرنده‌های لنفوسیتی PD-1 را هدف قرار می‌دهد.

## تاریخچه
پمبرولیزومب در سال ۲۰۱۴ میلادی در ایالات متحده آمریکا مورد پذیرش واقع شد. در سال ۲۰۱۷، سازمان غذا و داروی آمریکا آنرا برای درمان هرگونه «تومور توپر متاستازداده» (metastatic solid tumor) که دارای اختلالات ژنتیکی معینی همچون «فقدان ترمیم ناجوری دی‌ان‌ای» (DNA mismatch repair deficiency) و «ناپایداری ریز اقماری» (microsatellite instability) باشند، تأیید کرد.

## موارد مصرف

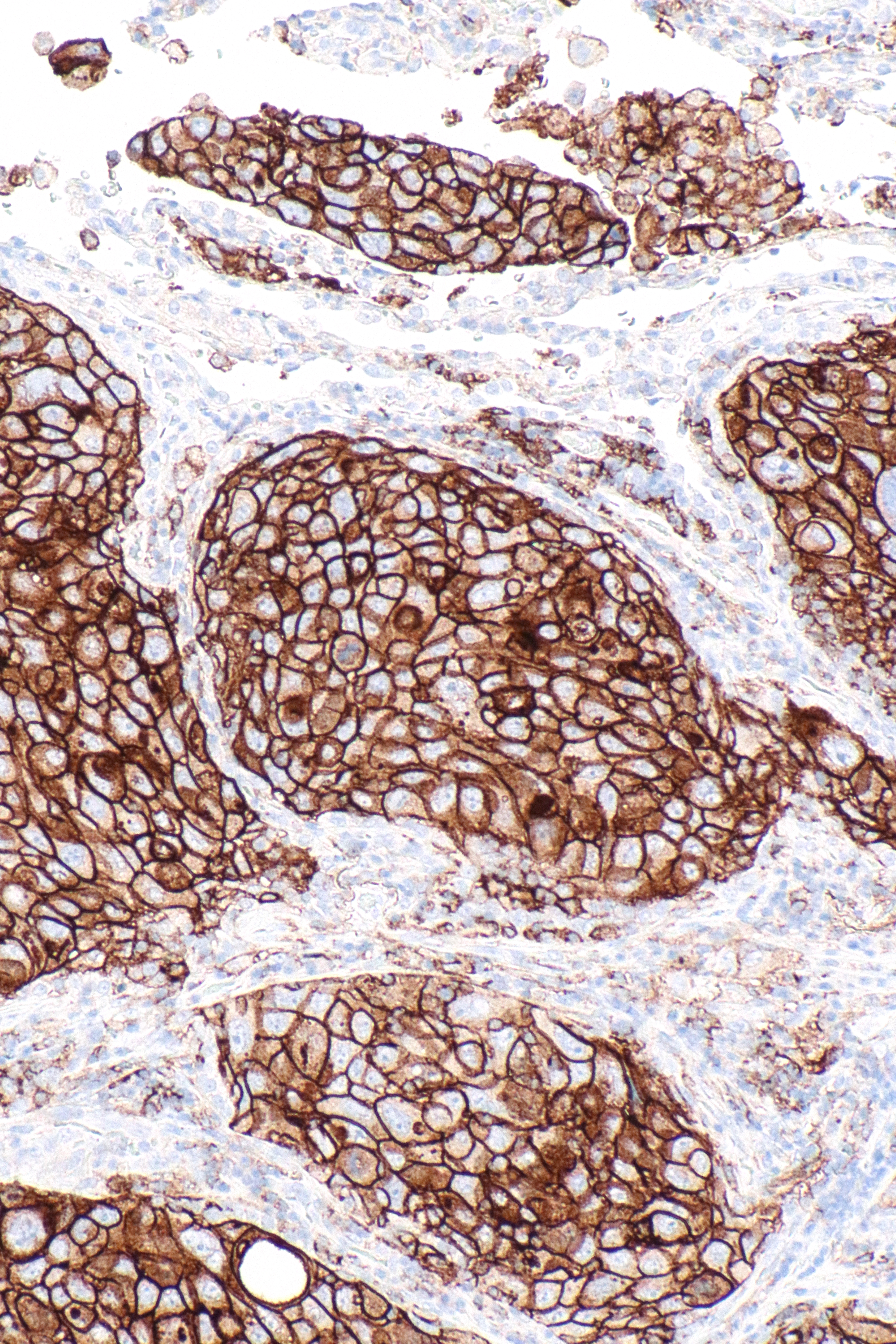
عکاسی ریزنگاری که یک سلول «سرطان ریه از نوع سلول غیر کوچک» با PD-L1 را نشان می‌دهد. (رنگ‌آمیزی ایمنولوژیک)

تا هنگام نگارش این مقاله در سال ۲۰۱۹، پمبرولیزومب برای درمان موارد متاستازداده و غیرقابل جراحی ملانوما، سرطان ریه متاستازداده از نوع غیر سلول غیر کوچک، خط اول درمان در مبتلایان به سرطان مثانه که قادر به انجام شیمی‌درمانی با داروهای حاوی پلاتین نیستند و مقدار زیادی PD-L1 در تومورشان دارند، خط دوم درمان در سرطان‌های سر و گردن (HNSCC) پس از انجام شیمی‌درمانی با داروهای حاوی پلاتین، لنفوم هاجکین کلاسیک (cHL) و مقاوم‌به‌درمان در کودکان و بالغین، و سرطان پیشرفته موضعی یا متاستازدادهٔ مری به‌کار می‌رود.

## موارد منع مصرف
اگر فردی در حال مصرف کورتون‌ها یا داروی تضعیف‌کننده سیستم ایمنی است، باید آنها را قبل از مصرف پمبرولیزومب قطع کند؛ چرا که با آن تداخل اثر دارند. البته گاهی پس از مصرف پمبرولیزومب و با بروز عوارض جانبی آن، لازم می‌شود که از داروهای یادشده استفاده شود.
زنانی که در سن باروری هستند، باید حتماً در حین مصرف این دارو از شیوه‌های جلوگیری از بارداری استفاده کنند. این دارو نباید به زنان حامله تجویز شود؛ چرا که مطالعات حیوانی نشان داده‌است احتمال سقط جنین را افزایش می‌دهد. هنوز مشخص نیست که پمبرولیزومب در شیر مادر ترشح می‌شود یا خیر.
مصرف این دارو هنوز در موارد عفونت‌های فعال (از جمله اچ‌آی‌وی، هپاتیت ب، هپاتیت سی، بیماری‌های کبدی و کلیوی، متاستازهای فعال به دستگاه عصبی مرکزی، بیماری‌های خودایمنی گسترده و فعال، بیماری بینابینی ریه، سینه‌پهلو قبلی، و کسانی که سابقهٔ واکنش حسیاسیتی شدید به یک پادتن مونوکلونال دیگر داشته‌اند، استفاده شود.

## عوارض جانبی
برخی افراد، «واکنش‌های شدید وابسته به تزریق» به پمبرولیزومب نشان می‌دهند. در برخی دیگر، احتمال «التهاب وابسته به ایمنی» شدید از جمله التهاب ریه‌ها (پولمونیت کُشنده) و التهاب غدد درون‌ریز همچون کم‌کاری تیروئید یا پرکاری تیروئید، پانکراتیت، دیابت نوع ۱ و کتواسیدوز دیابتی وجود دارد؛ به نحوی که مجبورند تا آخر عمر هورمون‌درمانی (انسولین یا هورمون‌های تیروئید) شوند. در بعضی از مصرف‌کنندگان دارو التهاب روده بزرگ، هپاتیت و التهاب کلیه (نِـفریت) رخ می‌دهد.
عوارض شایع دارو شامل خستگی (۲۴٪)، جوش پوستی (۱۹٪)، خارش (۱۷٪)، اسهال (۱۲٪)، تهوع (۱۱٪) و درد مفاصل (۱۰٪) است.
سایر عوارضی که احتمال‌شان بین ۱٪ تا ۱۰٪ است، شامل کم‌خونی، کاهش اشتها، سردرد، گیجی، اختلال در حس چشایی، خشکی چشم، افزایش فشار خون، شکم‌درد، یبوست، خشکی دهان، واکنش‌های شدید پوستی، ویتیلیگو، انواع آکنهٔ پوست، خشکی پوست، اگزما، دردهای ماهیچه‌ای یا اندام، آرتریت، ضعف عمومی، ورم، تب و لرز، میاستنی گراویس و بیماری شبه‌آنفلوانزایی است.

## نحوهٔ اثر
این دارو یک مهارکننده وارسی ایمنی است و با اتصال به PD-1 بر روی لنفوسیت‌ها، آنان را مسدود می‌کند. PD-1 اجازه نمی‌دهد که سیستم ایمنی، به سلول‌های خودی حمله‌ور شود و یکی از مولکول‌های مهم در وارسی ایمنی است. بسیاری از سلول‌های سرطانی قادرند پروتئین‌هایی بسازند که با اتصال به PD-1، جلوی حملهٔ سیستم ایمنی بدن به خودشان را بگیرند. با مسدود کردن PD-1 بر سطح لنفوسیت‌ها، جلوی اینکار گرفته می‌شود و در نتیجه، سیستم ایمنی بدن می‌تواند به‌خوبی با سلول‌های سرطانی مبارزه کرده و آنها را نابود کند. البته اشکال آنجاست که سیستم ایمنی بدن حالا ممکن است به سلول‌های خودی هم حمله کند و عوارض داروی پمبرولیزومب از همین موضوع ناشی می‌شود.
نیمه‌عمر پمبرولیزومب در حدود ۲۵ روز است و این دارو با استفاده از سلول‌های تخمدان همستر کوتوله چینی ساخته می‌شود.

## جستار های وابسته
- وارسی ایمنی
- آتزولیزومب
- نیوالیومب
- پمبرولیزومب